# Rete tranviaria di Bucarest
La rete tranviaria di Bucarest è la rete tranviaria che serve la città romena di Bucarest. È composta da ventisei linee per un totale di 143 km.

## Storia
Il primo sistema di trasporto collettivo su rotaie nacque nel 1871 tramite la trazione a cavallo. La trazione elettrica arriverà a partire dal 9 dicembre 1894 e sostituirà completamente la trazione a cavallo.
Nel luglio 2022 è stata annunciata l'estensione della rete tranviaria di 15km.

## Linee
- 1    Bd. Banu Manta - Romprim
- 7 CFR Progresul ↔ Piața Unirii
- 14 	Piața Sf. Vineri ↔ Pantelimon
- 17 	Piața Sf. Vineri ↔ Bd. Lacul Tei
- 19   Zețarilor ↔ Complex Comercial Titan
- 21 	Piața Sf. Gheorghe ↔ Pasaj Colentina
- 23 	Zețarilor ↔ Complex Comercial Titan
- 25 	Gara Progresul ↔ Depoul Militari
- 27 	Complex Comercial Titan ↔ Piața Unirii
- 32 	Depoul Alexandria ↔ Piața Unirii
- 36 	Republica ↔ Bd. Lacul Tei
- 40 	Complex Comercial Titan ↔ Piața Sf. Vineri
- 41 	Piața Presei ↔ Ghencea
- 42 Piața Presei - Vasile Pârvan
- 44 	Cartier 16 Februarie ↔ Vasile Pârvan
- 47 Piața Unirii ↔ Ghencea
- 53 Mezeș - Cartier Dămăroaia
- 55 	Piața Sf. Vineri ↔ Pantelimon

## Materiale rotabile
- Tatra T4R
- V3A
- Bucur V2A/S-T
- Bucur LF
- Astra Imperio (a partire da dicembre 2022[4])

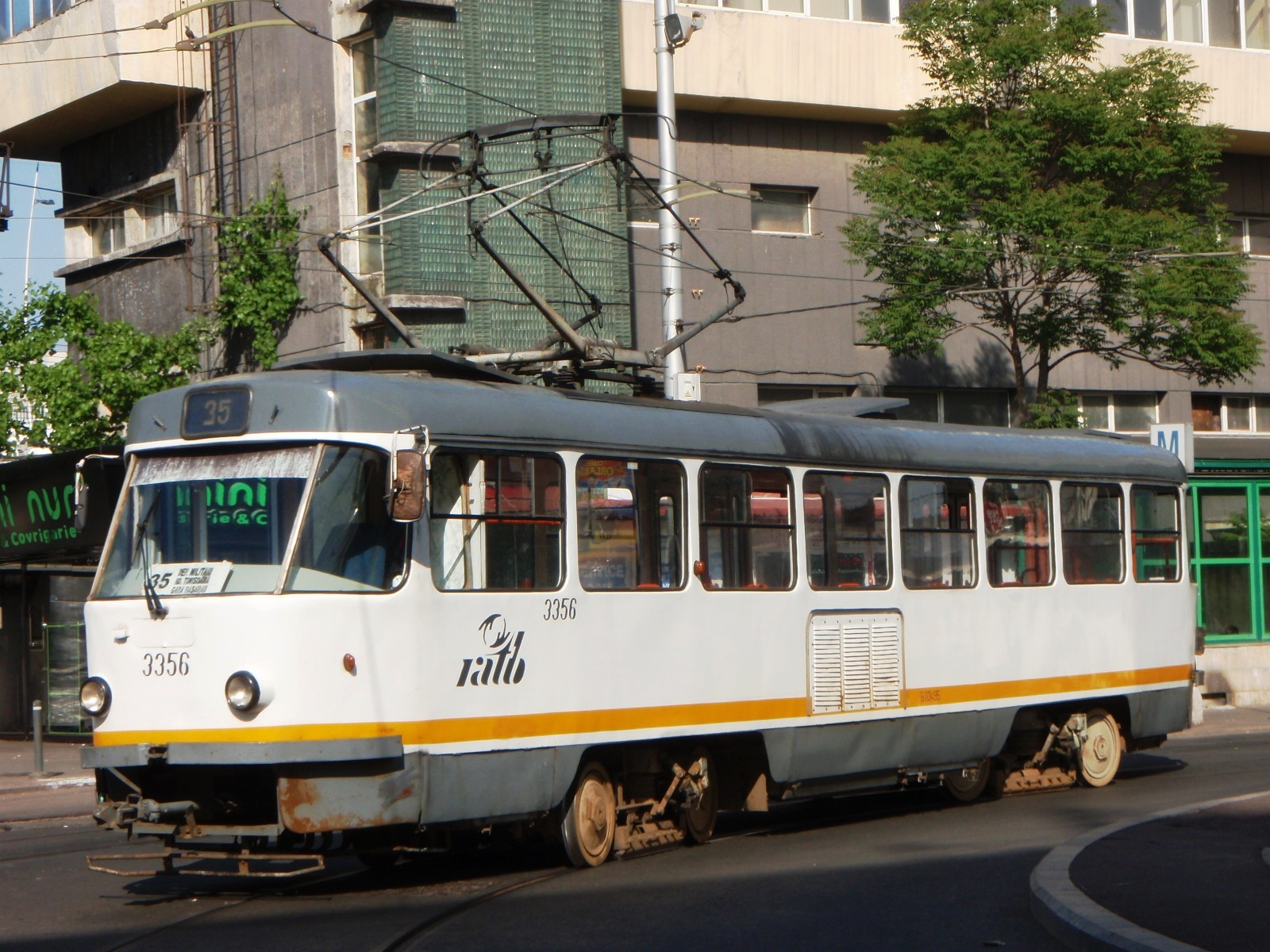
Tatra T4R sulla linea 35
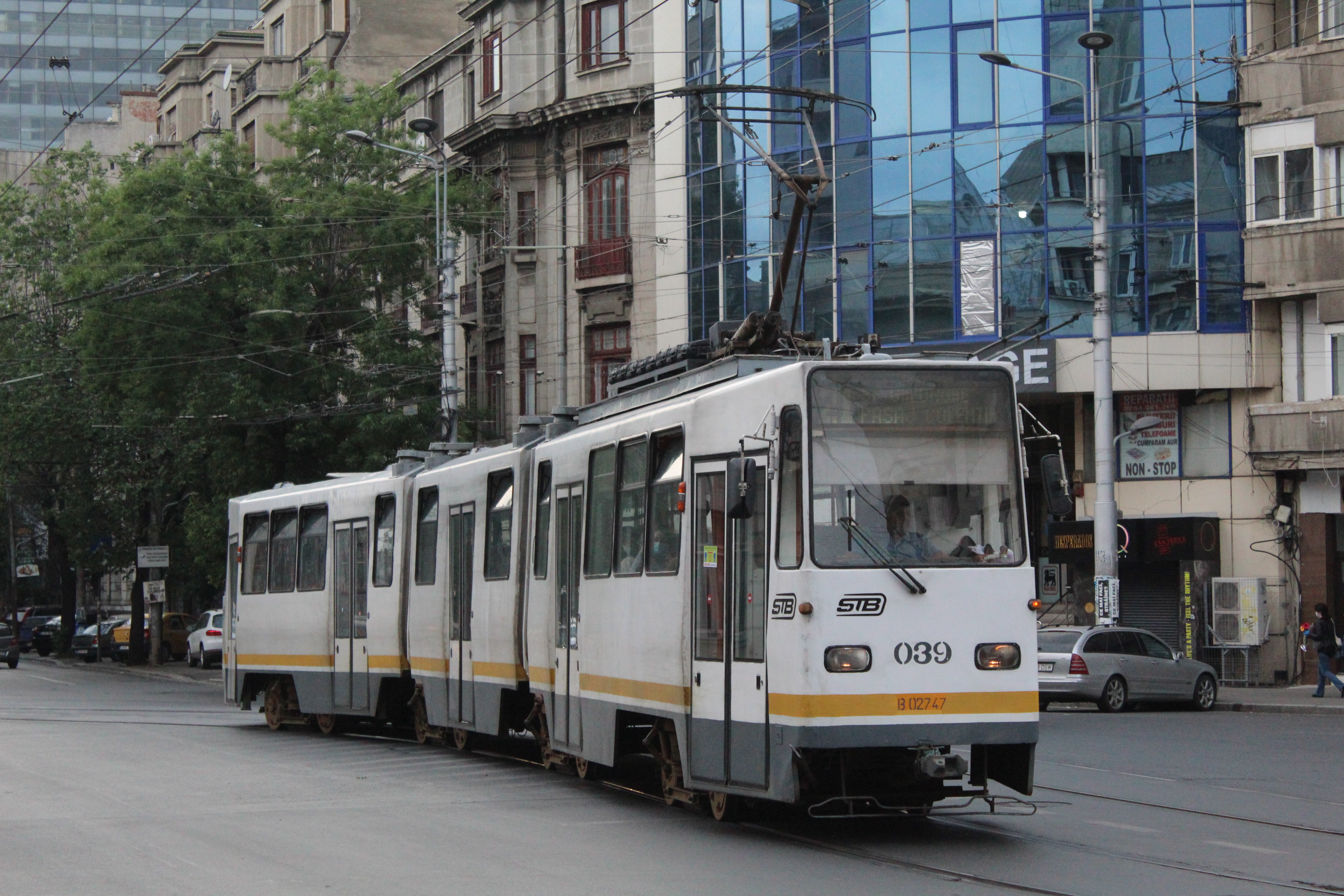
V3A sulla linea 21
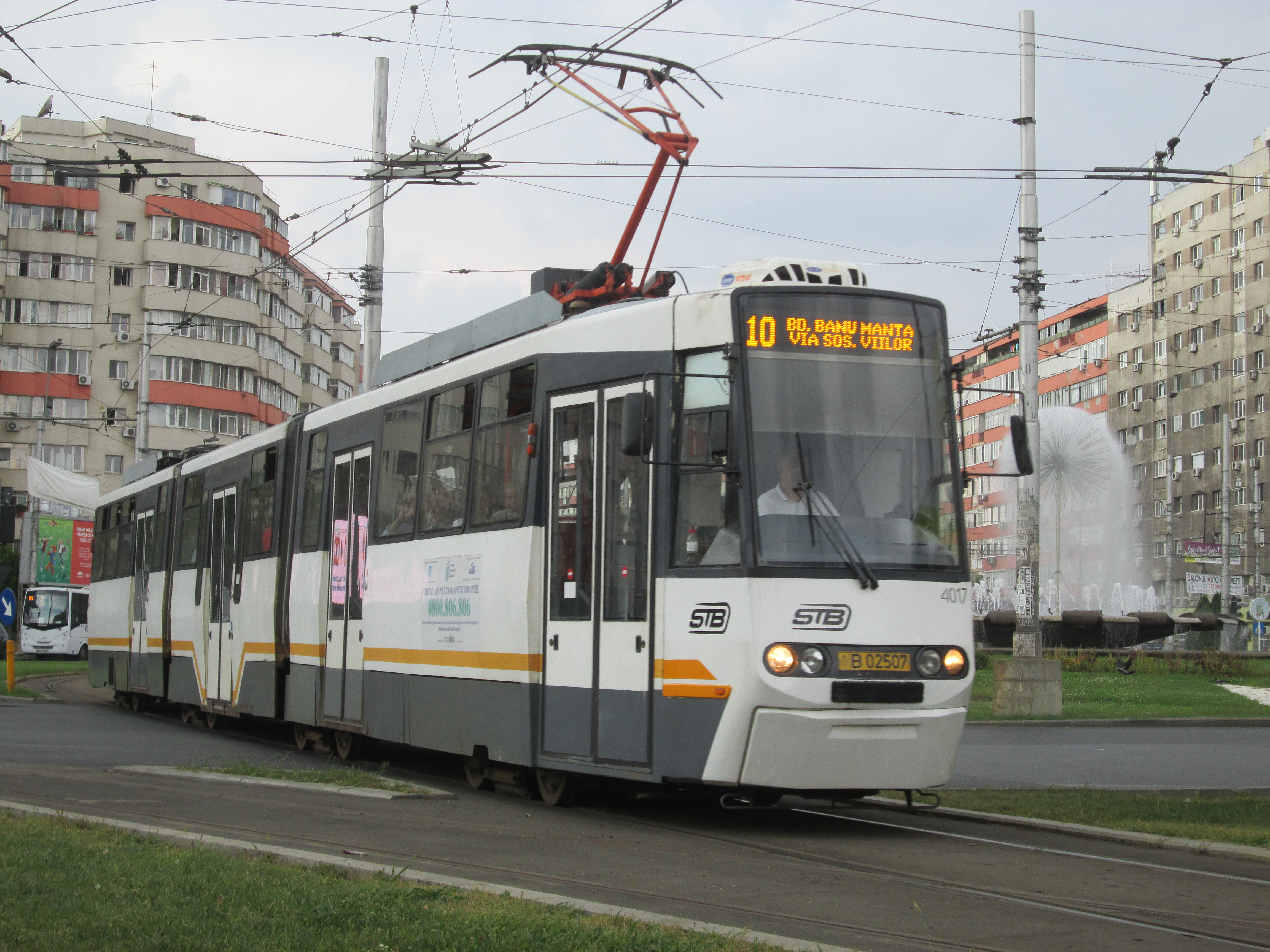
V3A-93-CH-PPC sulla linea 10
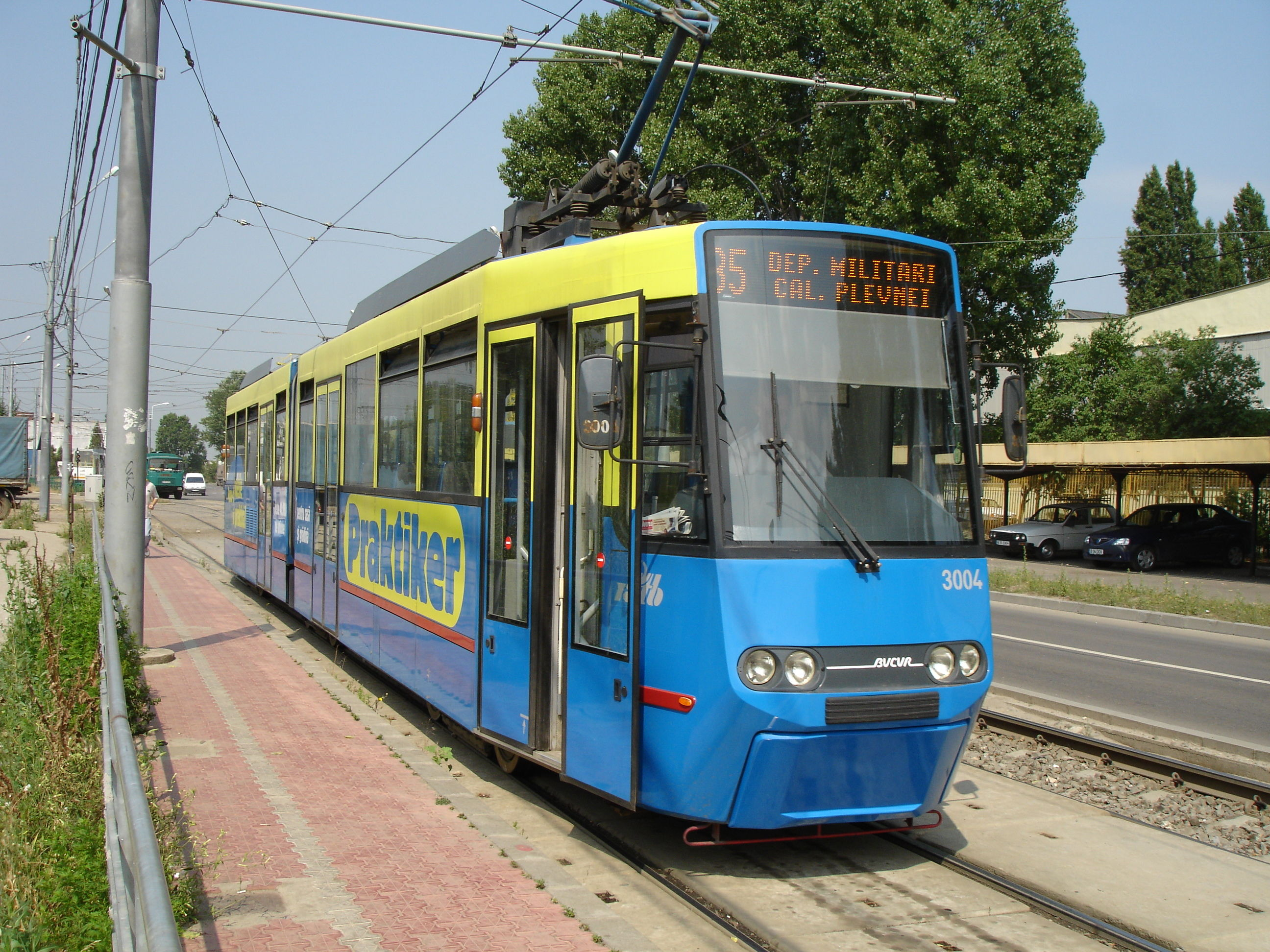
Bucur V2A-T sulla linea 35
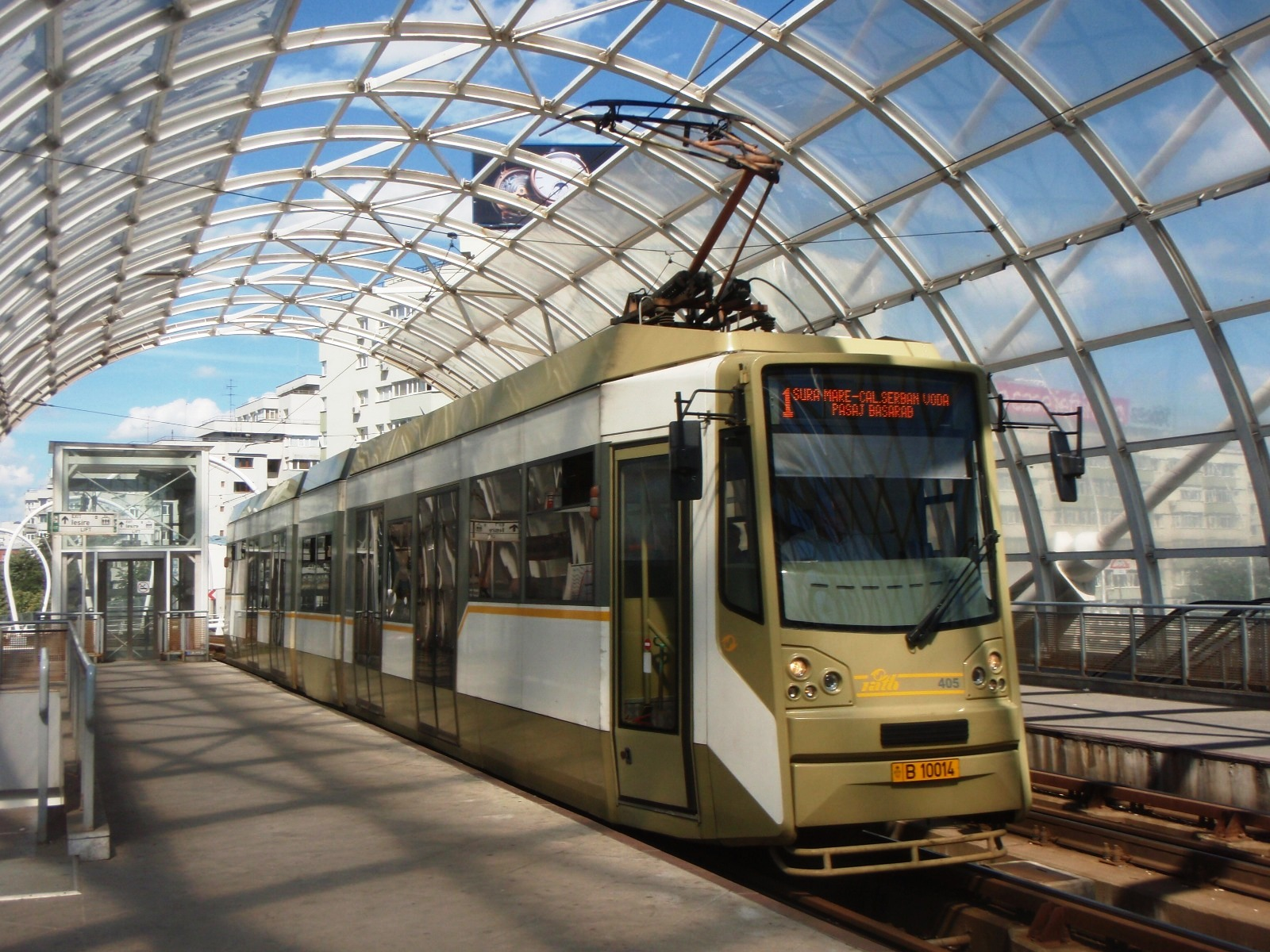
Bucur LF-CH sulla linea 1
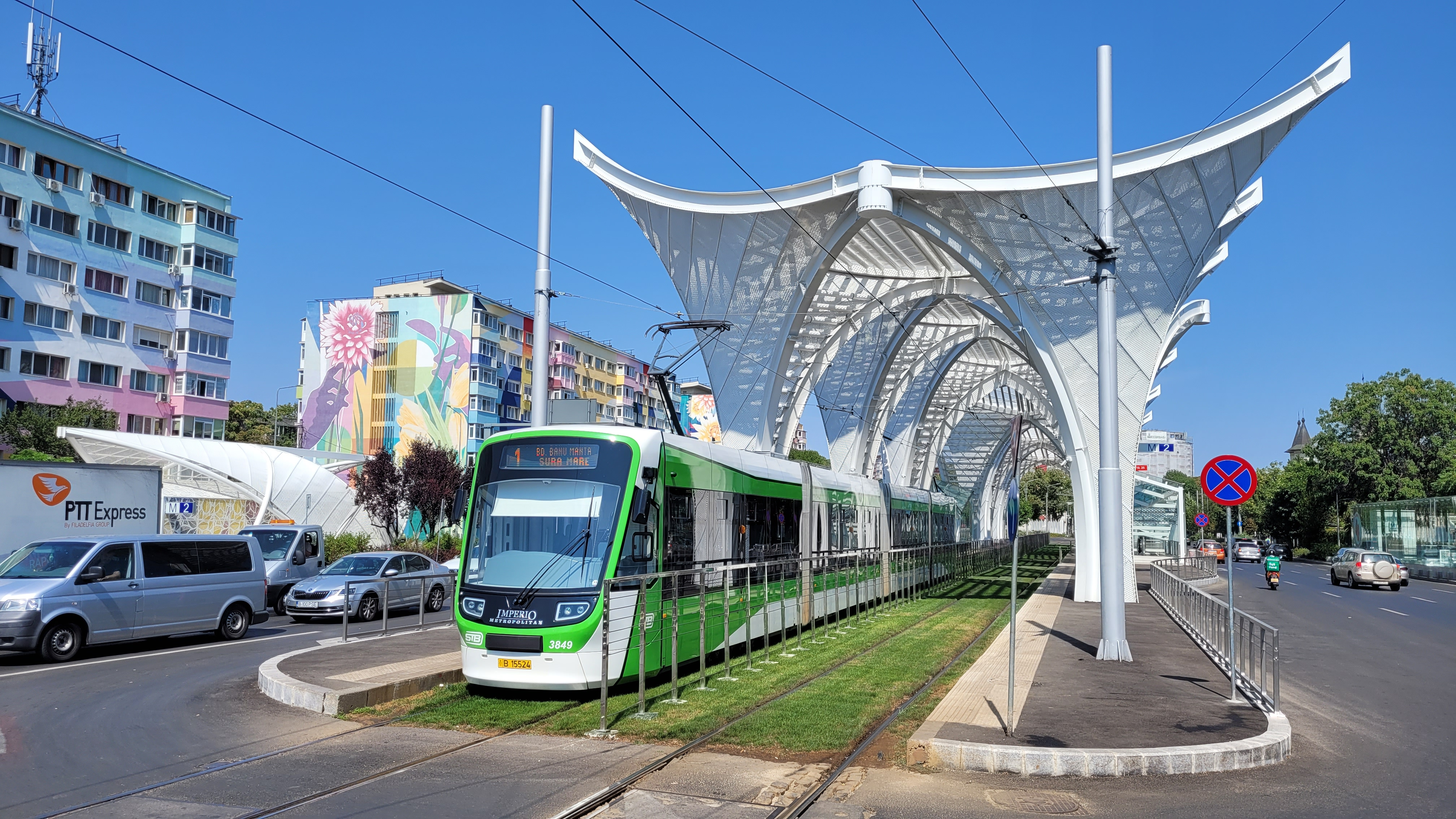
Astra Imperio sulla linea 1